# Teremín

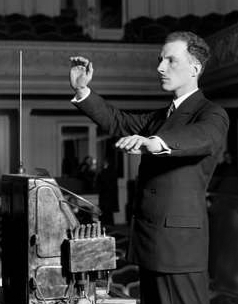
León Thérémin tocando el teremín

El teremín (theremin, théremin o théreminvox), llamado, originalmente, eterófono (aetherophone), es el primer instrumento completamente electrónico de la historia, inventado en 1917 por el físico ruso Lev Serguéievich Termen (quien luego afrancesó su nombre a León Thérémin).

## Apariencia
El diseño clásico consiste en una caja con dos antenas. Se ejecuta acercando y alejando la mano de cada una de las antenas correspondientes, sin llegar a tocarlas. La antena izquierda (desde el punto de vista de un ejecutante diestro) es horizontal y con forma de bucle, y sirve para controlar el volumen: cuanto más cerca de la misma esté la mano izquierda, más baja el volumen, y viceversa. 
La antena derecha suele ser recta y en vertical, y sirve para controlar la frecuencia: cuanto más cerca esté la mano derecha de la misma, más aguda será el sonido producido.
Actualmente, algunos de los modelos caseros y comercializados disponen tan sólo de la antena que controla el tono, lo cual les convierte más en un aparato para efectos especiales que en un instrumento, al no poder acentuar ni cortar las notas producidas.
También se han llegado a producir theremins de forma más o menos artesanal con formas de interactuar muy distintas, como por ejemplo, teremines ópticos que miden la cantidad de luz que les llega a un sensor. También la casa Roland comercializa en algunos de sus módulos un sensor de infrarrojos llamado D-Beam, con el cual se puede controlar no sólo el tono, sino el parámetro que se elija.

## Su sonido
Originalmente, el timbre de los teremines se asemejaba a algo entre un violonchelo y una voz humana: no en vano su inventor, además de físico, era violonchelista. Hoy en día existen incluso modelos que participan de la tecnología midi, lo cual les posibilita tener, virtualmente, cualquier timbre que se desee utilizando un sampler o muestreador. Actualmente existen multitud de firmas que comercializan versiones transistorizadas de teremines (los originales estaban fabricados con las, entonces novedosas, válvulas de vacío). Posiblemente la casa Big Briar (antes Moog) sea la que goza de mayor reconocimiento en la fabricación de teremines, y su modelo Etherwave Standard se puede calificar como el estándar de calidad de sonido en el mercado actual de teremines a transistores.

## Dónde escucharlo
Muy usado en las películas de serie B de Hollywood de los años cuarenta y cincuenta por su sonido electrónico para ambientar, a base de un uso efectista, películas de ciencia ficción y terror en la era anterior al sintetizador, su uso original era bien distinto: la tereminista y violinista Clara Rockmore utilizó un repertorio romántico clásico y dio al teremín credibilidad como instrumento solista en un entorno orquestal. 
Casi olvidado durante los años sesenta, setenta y ochenta, en los años noventa se benefició de un resurgimiento gracias, entre otros factores, a la producción del documental "Theremin, an Electronic Oddysey" (1995). Hoy en día lo han usado o lo usan grupos e intérpretes tan conocidos como Nine Inch Nails Radiohead, Jean Michel Jarre, The Gathering, Portishead, Fangoria, Jon Spencer Blues Explosion, etc.